# Aphaenogaster splendida
Aphaenogaster splendida  (лат.) — вид муравьёв (Formicidae) рода Aphaenogaster из подсемейства Myrmicinae. Евразия.

## Распространение
Северная Африка (Алжир, Марокко) и южная средиземноморская Европа, в том числе: Греция, Крым, Закавказье, Турция, Иран.

## Описание
Мелкие мирмициновые муравьи, длина около 5 мм, оранжево-жёлтого цвета. 4-члениковая булава усиков, в которых 12 сегментов. Стебелёк между грудкой и брюшком состоит из двух члеников: петиолюса и постпетиолюса (последний четко отделен от брюшка). Гнёзда земляные.
Вид был впервые описан в 1859 году немецким энтомологом Юлиусом Рогером под первоначальным названием Atta splendida Roger, 1859.
- Подвид Aphaenogaster splendida transcaucasica Karavaiev, 1926